# Брумаду
Брумаду — муніципалітет в штаті Баїя на північному сході Бразилії, 555 км від столиці штату, Салвадор.
Загальна площа складає 2 207,612 км², з них 2 174 км² міської місцевості. Розташований на висоті 454 метрів над рівнем моря. У 2016 році населення було оцінено в 69 473 жителів, за даними Бразильського інституту географії та статистики. (IBGE)